# 天主教卡拉马祖教区
天主教卡拉馬祖教區（拉丁語：Dioecesis Kalamazuensis）是美國一個羅馬天主教教區。屬底特律總教區。成立於1970年12月19日。
教區範圍包括密西根下半島西南部，教座位於卡拉馬祖。2006年有教友109,348人、四十九個堂區、七十五名司鐸。現任主教為保祿·若瑟·布拉德利。